# 東新橋
東新橋（ひがししんばし）は、東京都港区の町名。現行行政地名は東新橋一丁目および東新橋二丁目。住居表示実施済み区域で芝地区総合支所管内に当たる地域の一つ。
東新橋一丁目および東新橋二丁目ともに、旧町名である「汐留」の名称で呼び倣わされている（後述）。

## 地理
芝地域の東部に位置し、中央区（銀座・浜離宮庭園）との区境に当たる。
町域のほとんどはかつて汐留・芝汐留と呼ばれた地区である。もともとは巨大な貨物ターミナル駅である汐留駅（初代新橋駅）が広がっていたが、2000年代前半から汐留駅跡地の大規模な再開発がなされ、現在では汐留シオサイトと呼ばれる、多数の高層ビルが連なる町並みになっている。現在の東新橋は、1965年（昭和40年）の住居表示実施により、芝汐留を中心に新しく成立した町である。

## 歴史

### 沿革
- 1932年（昭和7年）12月1日 - 関東大震災後の復興のための大規模な町名整理が行われ、芝口二丁目・三丁目、源助町、露月町、汐留町一・二丁目、宇田川町、芝新銭座町のそれぞれ一部が新橋一-七丁目（一部）、汐留、浜松町一丁目（一部）、海岸通一丁目（一部）となる。
- 1947年（昭和22年）3月15日 - 芝区が赤坂区・麻布区と合併して新たに港区が成立。それに伴い旧芝区所属の町名に「芝」の冠称がつく。
- 1965年（昭和40年）7月1日 - 住居表示の実施に伴い芝汐留（全域）・芝新橋二 - 七丁目の一部より東新橋一・二丁目が成立。

### 町名の由来
1965年の住居表示実施の際に港区は当地区の新町名を「汐留」とせず、新橋の東側に位置することから東新橋と命名した。

### 町名の変遷
| 実施後       | 実施年月日   | 実施前（各町名ともその一部） |
| ------------ | ------------ | ---------------------------- |
| 東新橋一丁目 | 1965年7月1日 | 芝汐留の一部、芝新橋2〜7     |
| 東新橋二丁目 | 1965年7月1日 | 芝汐留の一部、芝新橋2〜7     |

## 世帯数と人口
2025年（令和7年）4月1日現在（港区発表）の世帯数と人口は以下の通りである。
| 丁目         | 世帯数    | 人口    |
| ------------ | --------- | ------- |
| 東新橋一丁目 | 784世帯   | 1,451人 |
| 東新橋二丁目 | 442世帯   | 562人   |
| 計           | 1,226世帯 | 2,013人 |

### 人口の変遷
国勢調査による人口の推移。
| 年                 | 人口  |
| ------------------ | ----- |
| 1995年（平成7年）  | 276   |
| 2000年（平成12年） | 185   |
| 2005年（平成17年） | 1,470 |
| 2010年（平成22年） | 1,513 |
| 2015年（平成27年） | 1,811 |
| 2020年（令和2年）  | 2,383 |

### 世帯数の変遷
国勢調査による世帯数の推移。
| 年                 | 世帯数 |
| ------------------ | ------ |
| 1995年（平成7年）  | 153    |
| 2000年（平成12年） | 94     |
| 2005年（平成17年） | 770    |
| 2010年（平成22年） | 810    |
| 2015年（平成27年） | 993    |
| 2020年（令和2年）  | 1,505  |

## 学区
区立小・中学校に通う場合、学区は以下の通りとなる（2022年4月現在）。
- 区域 : 一丁目、二丁目　各全域
  - 小学校 : 港区立御成門小学校
  - 中学校 : 港区立御成門中学校

## 事業所
2021年（令和3年）現在の経済センサス調査による事業所数と従業員数は以下の通りである。
| 丁目         | 事業所数  | 従業員数 |
| ------------ | --------- | -------- |
| 東新橋一丁目 | 426事業所 | 48,815人 |
| 東新橋二丁目 | 394事業所 | 11,528人 |
| 計           | 820事業所 | 60,343人 |

### 事業者数の変遷
経済センサスによる事業所数の推移。
| 年                 | 事業者数 |
| ------------------ | -------- |
| 2016年（平成28年） | 716      |
| 2021年（令和3年）  | 820      |

### 従業員数の変遷
経済センサスによる従業員数の推移。
| 年                 | 従業員数 |
| ------------------ | -------- |
| 2016年（平成28年） | 59,144   |
| 2021年（令和3年）  | 60,343   |

## 施設

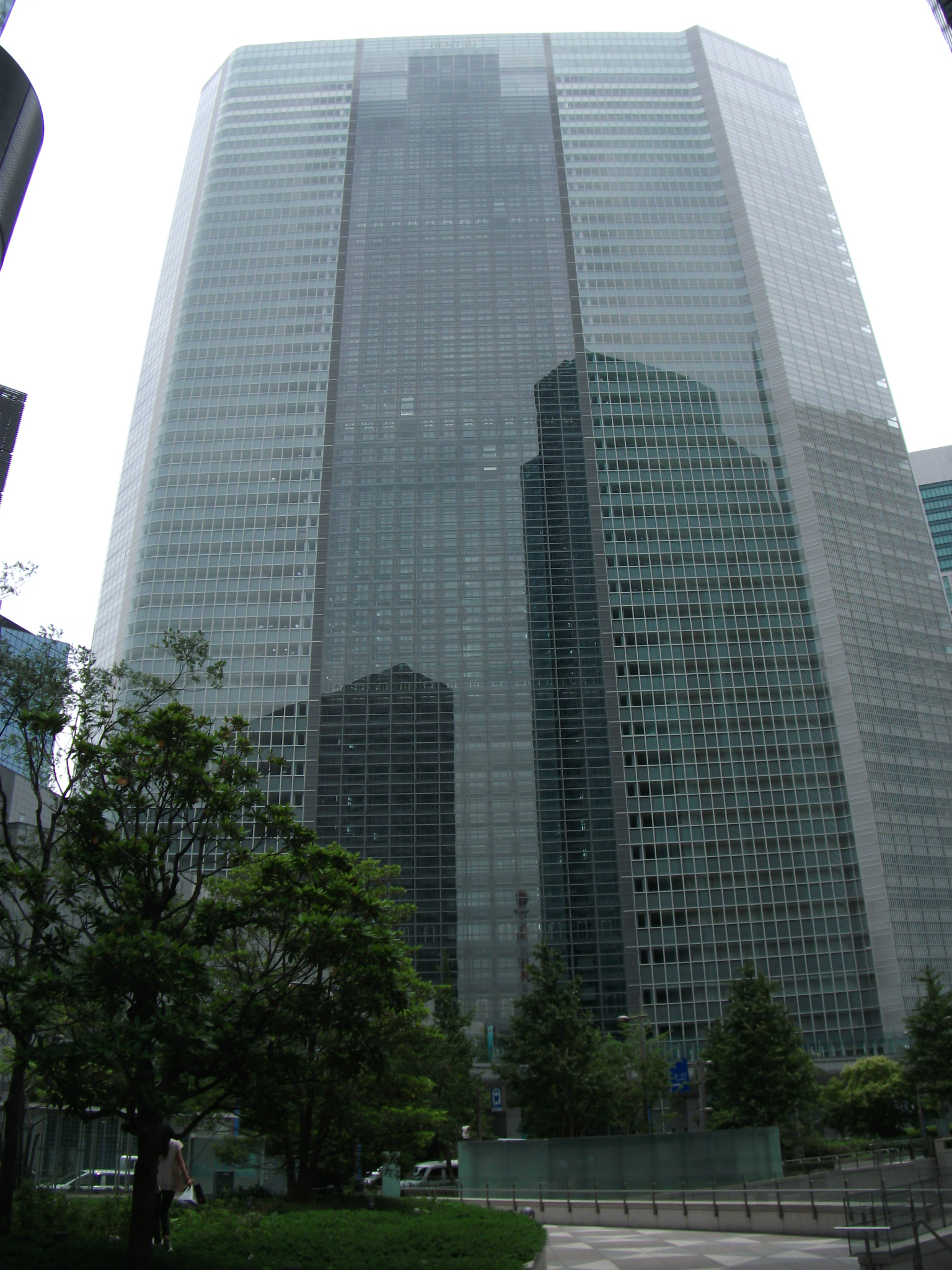
電通本社ビル

- 日比谷神社

### 高層ビル（汐留シオサイト）
- 東京汐留ビルディング
  - コンラッド東京
- 電通本社ビル
  - 電通本社
- 汐留メディアタワー
  - 共同通信社本社
  - 聯合ニュース
- 日本テレビタワー
  - 日本テレビホールディングス本社
    - 日本テレビ放送網本社
    - BS日本本社
    - CS日本本社
    - 日テレアックスオン本社

  - 讀賣テレビ放送東京支社
  - 広島テレビ放送東京支社
  - 南海放送東京支社
  - 長崎国際テレビ東京支社
  - 熊本県民テレビ東京支社
  - 鹿児島讀賣テレビ東京支社
- 汐留シティセンター
  - 森永乳業本社
  - 全日本空輸本社
- 電通四季劇場［海］
- 汐留住友ビル
  - JSR本社
  - ENEOSマテリアル本社
  - クレディアグリコル
- ミネベアミツミ東京クロステックガーデン
- パナソニック東京汐留ビル
  - パナソニックエコソリューションズ社東京本社
  - パナソニック汐留美術館
  - パナソニックリビングショウルーム東京
- パークホテル東京
- 三井ガーデンホテル汐留イタリア街
- 汐留タワー
  - ザ ロイヤルパークホテル 東京汐留

### 史跡
- 旧新橋停車場

## 交通

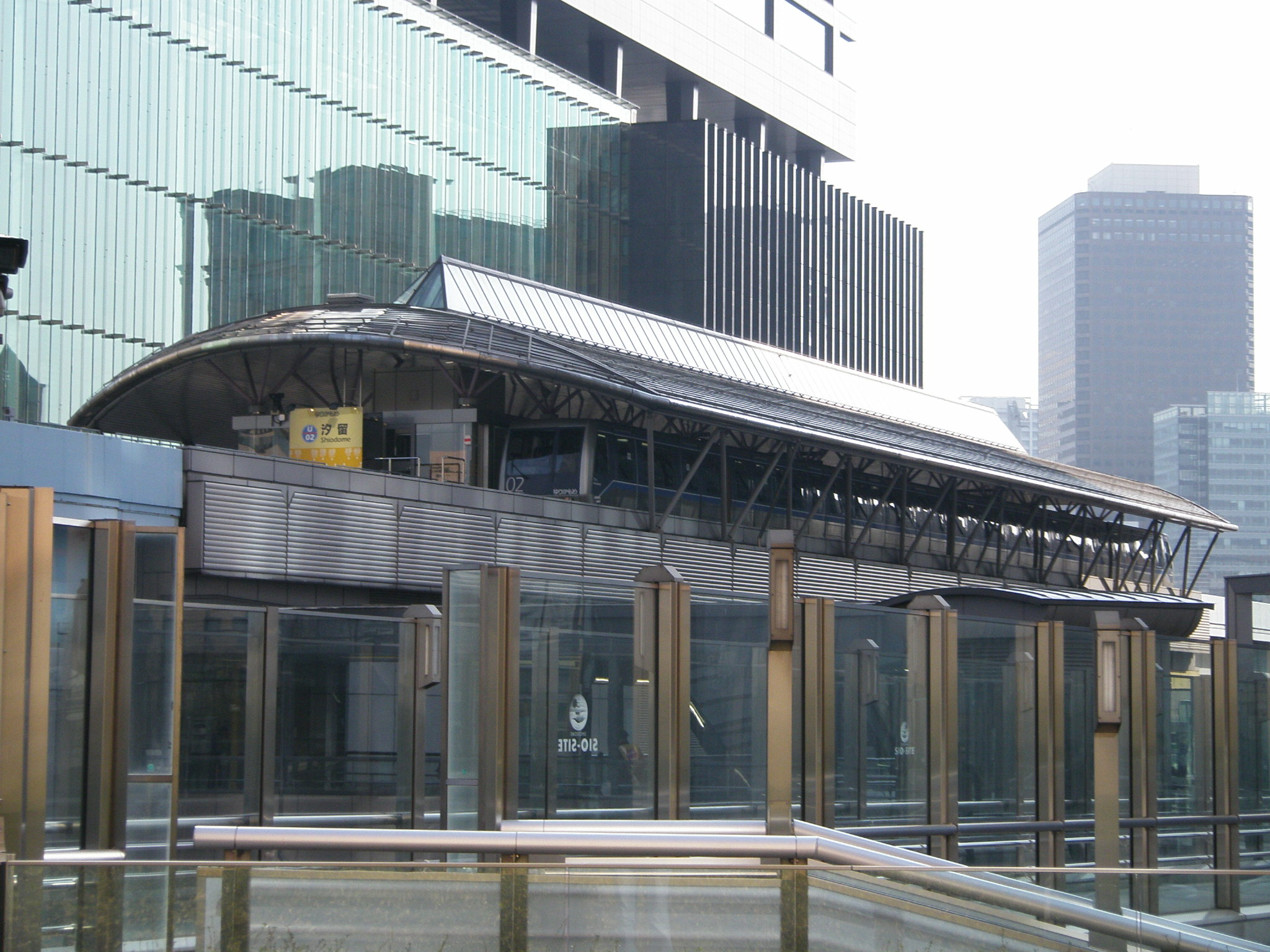
ゆりかもめ 汐留駅

### 鉄道
- 都営地下鉄大江戸線○汐留駅
- 新交通ゆりかもめ■新橋駅・汐留駅
- 都営地下鉄浅草線○新橋駅 - 出入口が設けられている。（所在地：新橋）

### 路線バス
- 都営バス都06 新橋五丁目 / 新橋六丁目（渋谷駅前行）- 新橋駅前行は共に新橋に設けられている。
- 都営バス橋86 新橋五丁目（目黒駅前行）- 新橋駅前行は新橋に設けられている。

### 道路
- 東京都道481号新橋日の出ふ頭線

## その他

### 日本郵便
- ビル除く全域の郵便番号は、105-0021[4]である。各ビルの郵便番号は以下の通りである[15]。なお、集配局はすべて銀座郵便局である。[16]。

| ビル名               | 地上階    | 郵便番号           | 郵便番号       |
| ビル名               | 地上階    | 階層ごと           | 地階・階層不明 |
| -------------------- | --------- | ------------------ | -------------- |
| 汐留シティセンター   | 1階〜43階 | 105-7101〜105-7143 | 105-7190       |
| 汐留メディアタワー   | 1階〜34階 | 105-7201〜105-7234 | 105-7290       |
| 電通本社ビル         | 1階〜47階 | 105-7001〜105-7047 | 105-7090       |
| 東京汐留ビルディング | 1階〜37階 | 105-7301〜105-7337 | 105-7390       |
| 日本テレビタワー     | 1階〜32階 | 105-7401〜105-7432 | 105-7490       |

※各ビルの郵便番号は6・7ケタ目に地上階毎の郵便番号が割り振られています。（例：1階は「01」、10階は「10」）